# Nades
Nades là một xã ở tỉnh Allier thuộc miền trung nước Pháp.